# Lancy Falta
Lancy Falta (* 1965 in Memmingen) ist ein deutscher Jazz- und Fusionmusiker (Gitarre, Komposition).

## Leben und Wirken
Falta wuchs in einer Musikerfamilie auf; mit 10 Jahren erlernte er das Gitarrenspiel von seinem Vater Bobby Falta. Im Bereich des Gypsy-Jazz arbeitete er im Sextett von Schnuckenack Reinhardt (Schnuckenack Live) und mit Zipflo Weinrich (Black and White, 1993). Gemeinsam mit seinem Vater spielte er im Gitarrenduo, das 1994 den Kulturpreis der Stadt Memmingen erhielt. Weiterhin begleitete er Dotschy Reinhardt auf ihrem Album Suni. Er arbeitete zudem mit Joe Pass, Chaka Khan, Philip Catherine, Kosta Lukács, Wolfgang Lackerschmid, Kitty Winter, Zipflo Reinhardt, Babik Reinhardt, Tony Lakatos, Joo Kraus, Harri Stojka, Biréli Lagrène, Horst Jankowski und Joe Zawinul zusammen.

## Diskographische Hinweise
- In the Fields (Bayla 2008, mit Ulli Bartel, Peter Bockius, „JoJo“ Schick sowie Bobby Falta und Isis Köhler)
- Lancy Lot (Bayla 2021, mit Koono sowie Carles Benavent, Alex Acuña)[1]